# Mikołaj Janusz

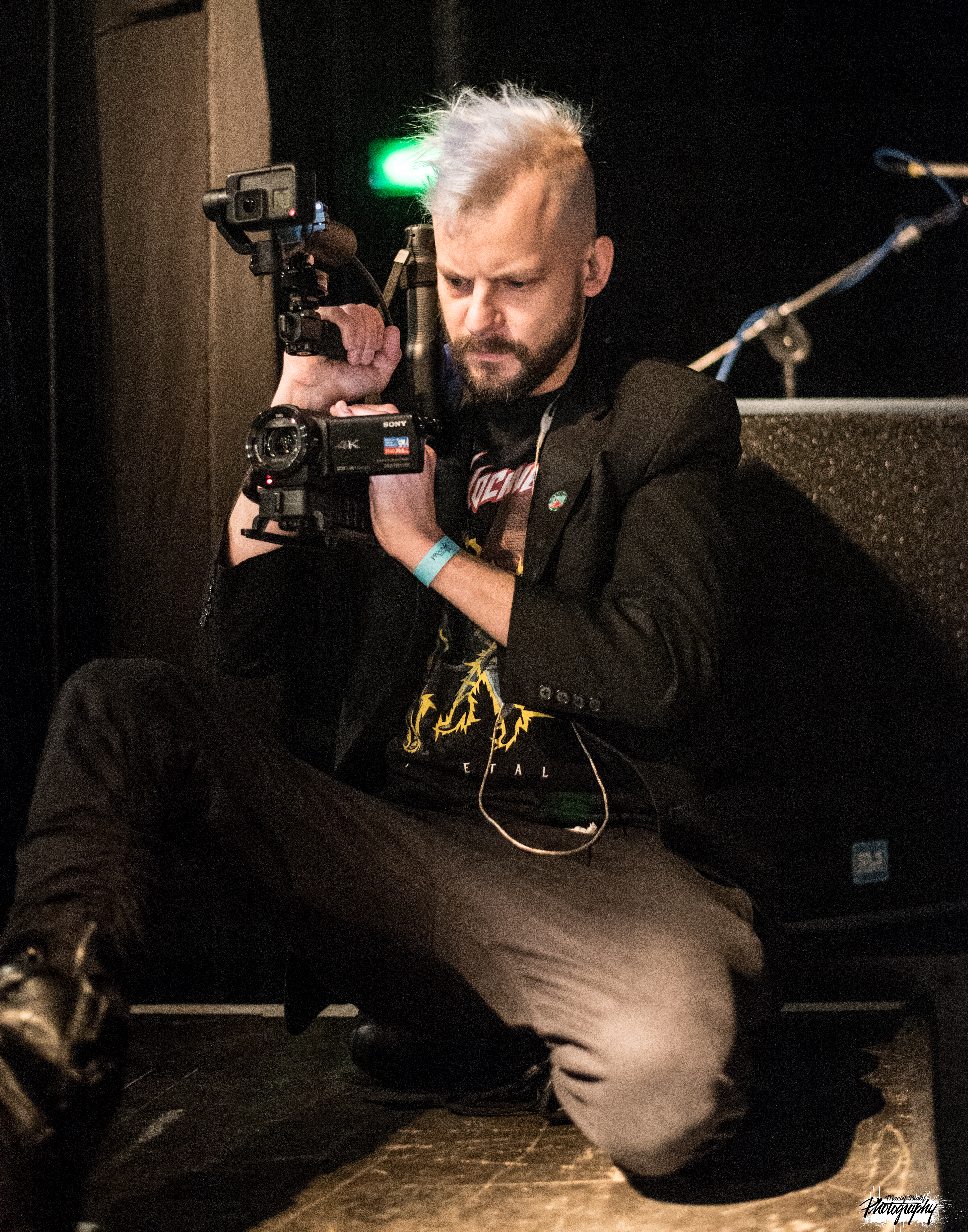
Mikołaj „Jaok“ Janusz (2017)

Mikołaj Janusz (* 20. Juli 1982 in Warschau, Polen) ist ein polnischer Journalist, Kolumnist, Darsteller, Internetpersönlichkeit. Er ist Mitbegründer und Reporter des 2005 gegründeten Video-Blogs Pyta.pl.
Zusammen mit anderen Pyta.pl-Gründern hat er zunächst einige Straßenumfragen für Tele5 vorbereitet, das wöchentliche Programm "PTOK" auf Radio TOK FM durchgeführt und dann mit RBL.TV gearbeitet. 2014–2015 war er wöchentlich Moderator des Programms Pyta nie na śniadanie. Darüber hinaus hat er mit Pyta.pl Videos zu aktuellen Veranstaltungen aufgenommen, die im Wochenend-Programm  Dzięki Bogu już Weekend auf TVP2 gezeigt wurden.
In den Jahren 2014–2015 bereitete Janusz einige Provokationen per Telefon für das Tagesprogramm Książę i żebrak auf Rock Radio vor. Dann, seit mehreren Monaten, veranstaltete er die Morgenschau Dobry, zły i brzydki auf Antyradio.
Derzeit leitet er die satirische Talkshow Pytowy Janusz auf Superstacja.
2016 Jaok hat das Buch „Pyta.pl polowanie na frajerów“ herausgegeben, das bei dem Verlag Czerwone i Czarne erschien.

## Auszeichnungen
- Auszeichnung "Niegrzeczni 2015" für das Programm Książę i żebrak[5]
- Radio-Persönlichkeit in der "Niegrzeczni 2016"-Plebiszit[6]